# Madecorphnus niger
Madecorphnus niger är en skalbaggsart som beskrevs av Frolov 2010. Madecorphnus niger ingår i släktet Madecorphnus och familjen Orphnidae. Inga underarter finns listade i Catalogue of Life.